# 루이스턴-퀸스턴 다리

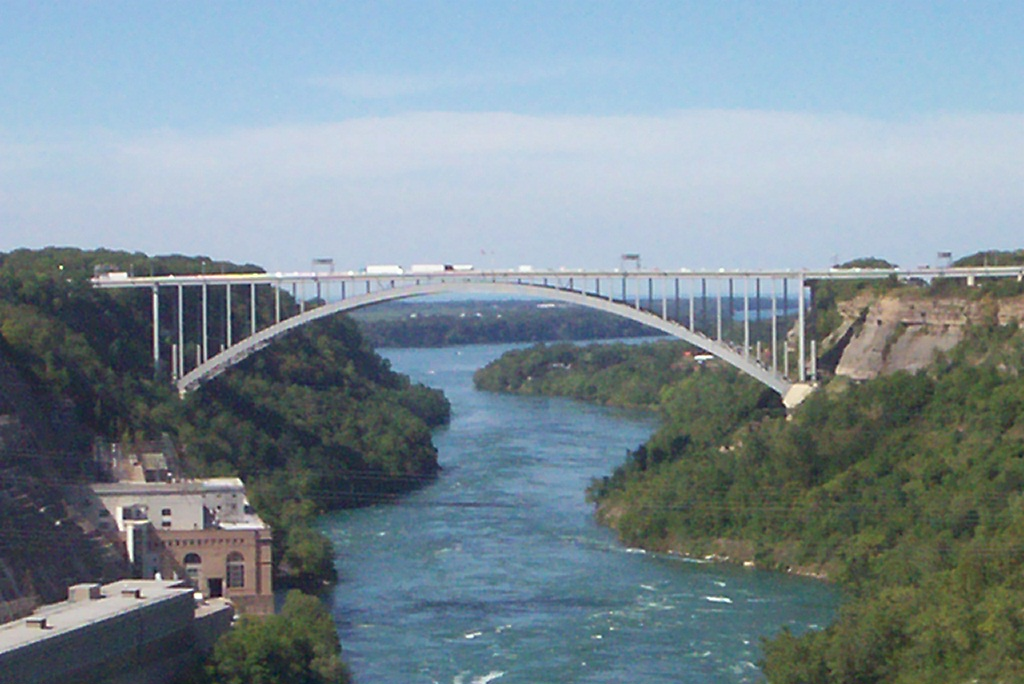
루이스턴-퀸스턴 다리

루이스턴-퀸스턴 다리(영어: Lewiston–Queenston Bridge)는 미국, 뉴욕주의 도시 루이스턴와 캐나다, 온타리오주의 도시 퀸스턴을 연결하는 국제 다리이다. 나이아가라 강 위에 위치하고 있다.